# Тягар білої людини
«Тягар білих» (також «Тягар білої людини»; англ. The White Man's Burden) — вірш англійського поета Редьярда Кіплінга, вперше опублікований 1899 року в журналі «McClure's». Його назва стала загальною характеристикою місії імперіалістів в колоніальних володіннях.
Вірш, за деякими відомостями, спочатку було призначено для публікації до «діамантового ювілею» королеви Вікторії. Кіплінг написав його під впливом подій на Далекому Сході, після захоплення США Філіппін, Пуерто-Рико та інших іспанських колоній (див. іспано-американська війна). Перша публікація містила підзаголовок «Сполучені Штати та Філіппінські острови».

## Реакція та тлумачення
Вірш викликав неоднозначну реакцію громадськості. З одного боку, Кіплінгу було пред'явлено звинувачення в зневажливому ставленні до неєвропейських народів, в зображенні їх як недорозвинених, небезпечних, таких, що вимагають постійного контролю та допомоги з боку «білих націй». У зв'язку з цим текст часто розглядався як расистський та проєвропейський-шовіністичний, як прикриття для здійснення колонізаторської політики, в першу чергу Великою Британією, виправдовуючи її завоювання в Азії та в Африці гуманістичними міркуваннями. Ряд сучасників Кіплінга, наприклад Марк Твен, гостро критикували його позицію, позначену у вірші «Тягар Білих».
З іншого боку, у своєму не менш відомому вірші «Балада про Захід та Схід» Кіплінг показує себе тонким психологом і знавцем особливостей та проблематики складних взаємин культур Європи та Сходу, побудованих на принципово різних ідеологічних та світоглядних фундаментах. У цьому аспекті «Тягар Білих» розглядається також як спроба автора пробити глуху стіну нерозуміння, знайти спільну мову між різними расами та культурами, нехай і з погляду європейця-колонізатора. Під час оцінювання особистої позиції Кіплінга не можна не враховувати і той факт, що сам поет народився, виріс та прожив значну частину свого життя в колоніях, прекрасно знав і любив Схід і його мешканців (особливо Індію).

Ілюстрації кінця XIX і початку XX століття
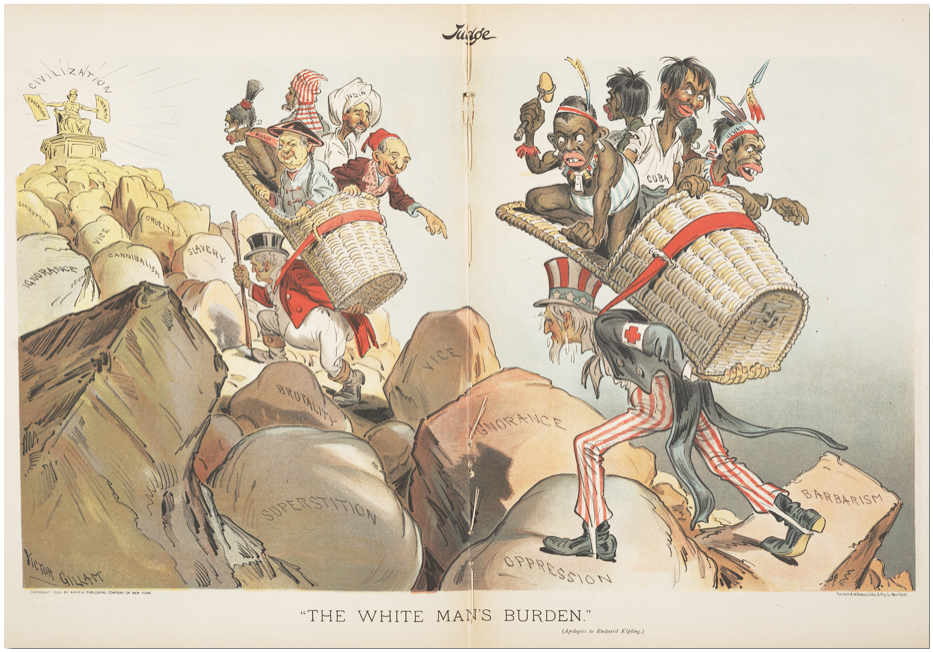
ж-л. «Judge», 1899
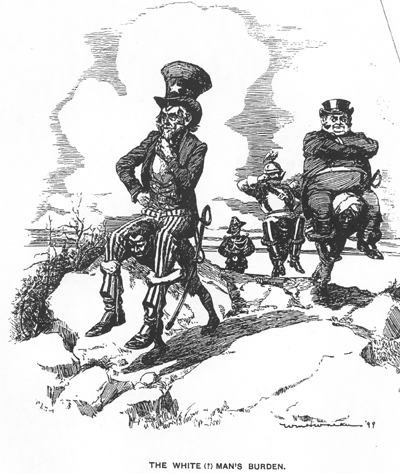
Life, 1899
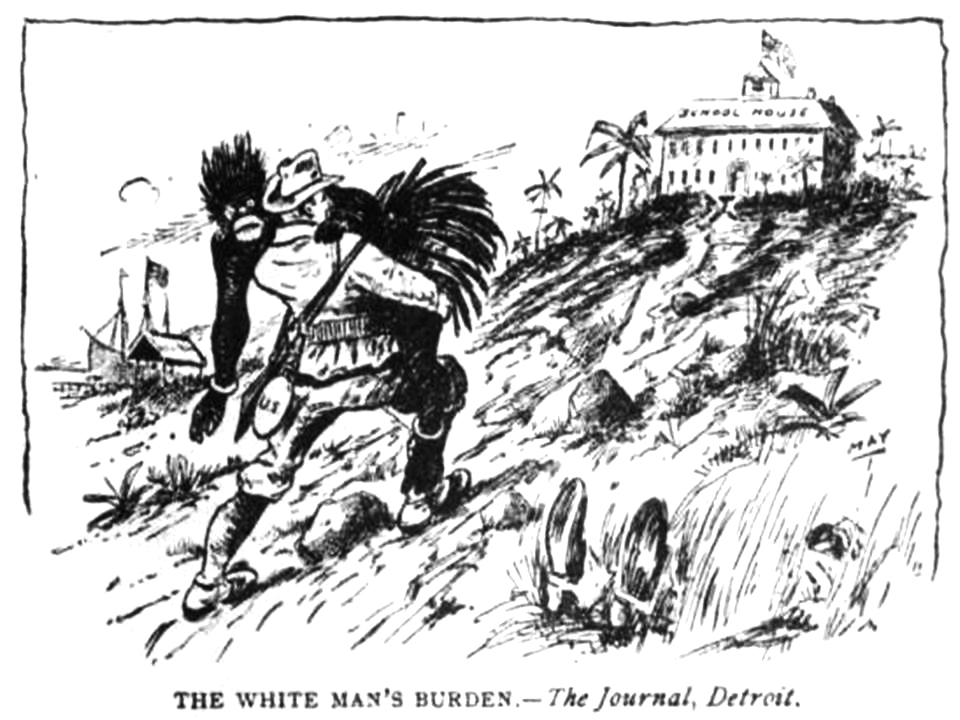
The Journal, Детройт, 1923
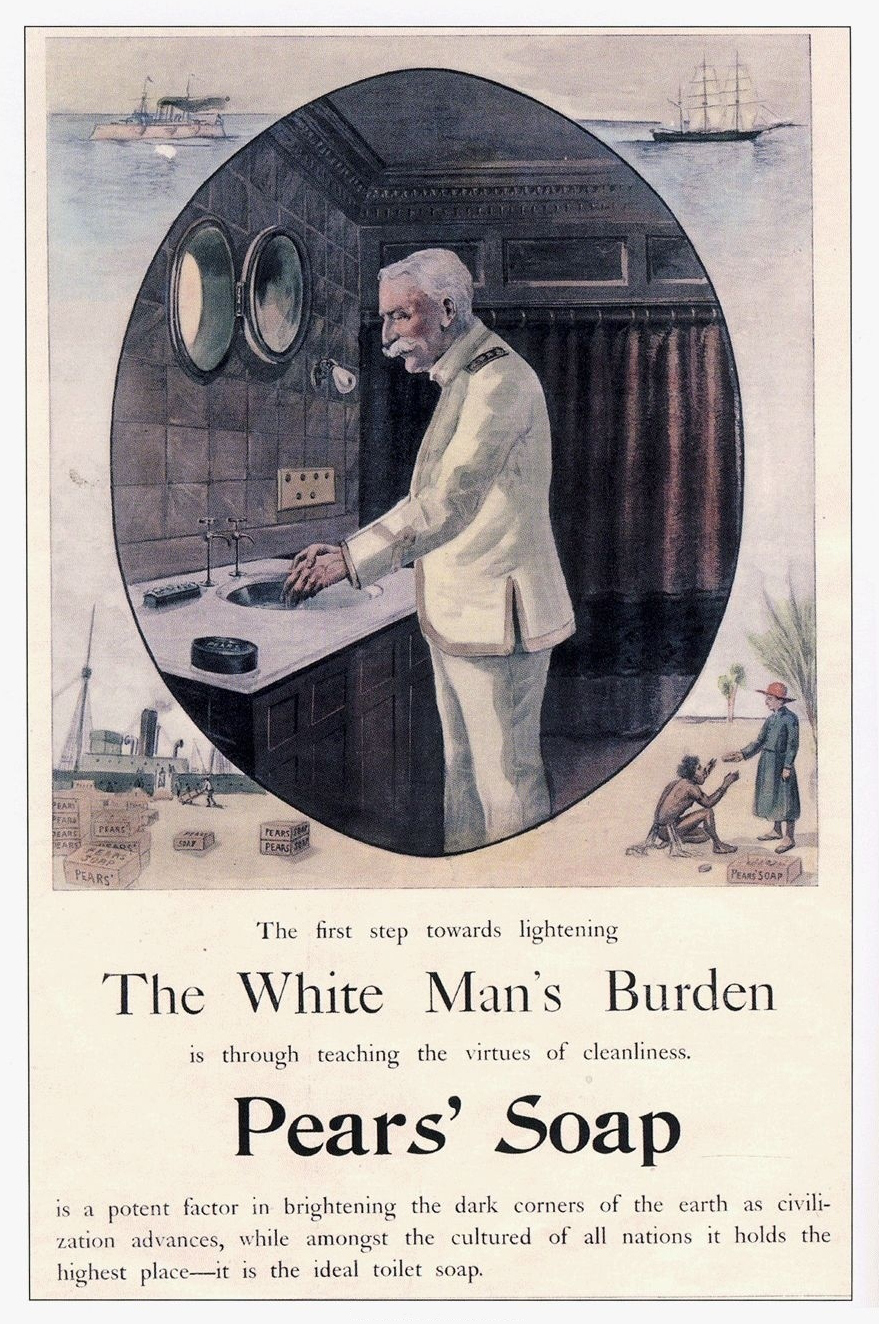
Реклама мила « Тягар Білих ». 1890-і рр..